# Полосатый лаврак
Полосатый лавра́к, или полосатый окунь (лат. Morone saxatilis) — вид лучепёрых рыб из семейства мороновых. Распространён в Атлантическом океане у побережья Северной Америки от устья реки Святого Лаврентия до Луизианы.
Полосатый лаврак имеет удлинённое тело серебристого цвета с характерными тёмными продольными полосами от задней части жабр до основания хвоста. Максимальная длина составляет 200 см, самый крупный зарегистрированный экземпляр весил 57 кг. Большинство взрослых рыб достигают около 120 см в длину. Предполагается, что рыбы живут около 30 лет. Анадромы, нерестятся в пресной воде.